# Бензойная смола
Бензойная смола (лат. Resina Benzoë), росный ладан, бензой, стиракс (не путать с другим стираксом — смолой ликвидамбара смолоносного) — быстро затвердевающая на воздухе смола, получаемая путём надрезов ствола и ветвей Стиракса бензойного (и некоторых других деревьев семейства стираксовых), дикорастущего и разводимого в Юго-Восточной Азии и на островах Малайского архипелага. Имеет приятный запах благодаря присутствию в ней ванилина, коричной и (у некоторых сортов) бензойной кислот, при воскурении в конце дает несколько нот, раздражающих дыхательные пути. Используется в парфюмерной промышленности.
В дореволюционной России «росный ладан» использовался в качестве дешевого заменителя для настоящего ладана.
В настоящее время в чистом виде используется в качестве благовонного курения в Индии у суфиев Хайдерабада для окуривания помещений религиозного назначения. В Европе входит в составы многокомпонентных ладанов, используемых во время католического богослужения.
Бензойная смола зарегистрирована в качестве пищевой добавки E906.
В Средние века бензойная смола попадала в Европу из арабских стран через Каталонию. Арабы называли её «яванский ладан» (араб. لبان جاوي‎ — «лабан джави»). Это название было искажено и превратилось в кат. benjui.